# Josep Viladomat
Josep Viladomat i Massanas, né à Manlleu le 23 mars 1899 et mort le 2 juin 1989 à Escaldes-Engordany, en Andorre, est un sculpteur catalan.

## Biographie

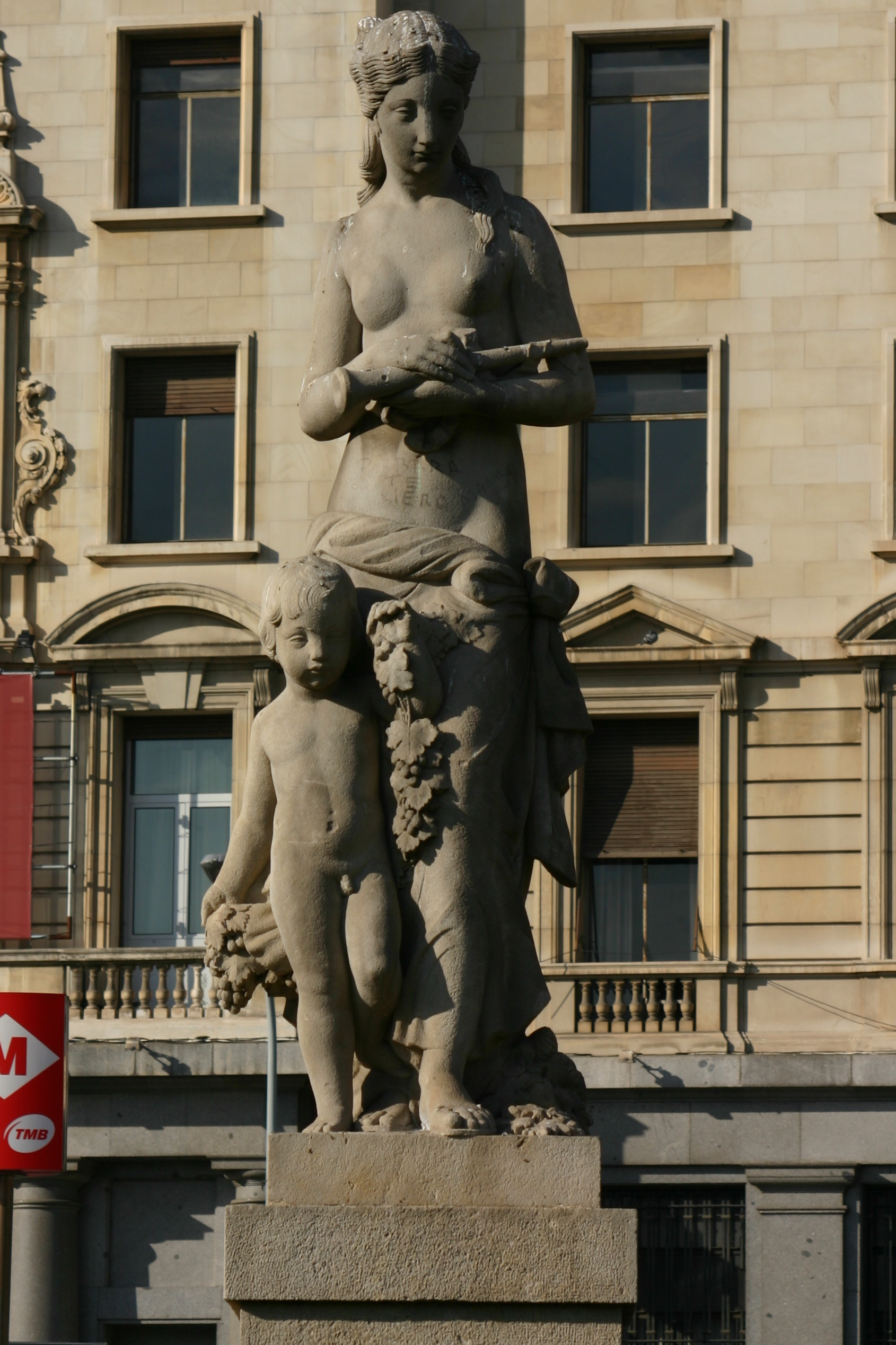
Femme avec enfant, place de Catalogne (Barcelone).

Durant la guerre d'Espagne, il s'exile en Andorre.